# Plangás
Plangás é um projeto desenvolvido pela Petrobras em parceria com o governo brasileiro que objetiva o crescimento da produção doméstica de gás natural no Brasil. As metas iniciais são produzir 40 milhões de metros cúbicos em 2008 e 55 até o final de 2010. Além de assegurar a disponibilidade deste insumo para a indústria brasileira e o consumidor final (no caso do gás natural veicular), o plano visa garantir o funcionamento do parque brasieiro de geração termoelétrica a gás.